# MFG – Österreich Menschen – Freiheit – Grundrechte
MFG – Österreich Menschen – Freiheit – Grundrechte (forkortes: MFG) (dansk: MFG – Østrigske Mennesker – Frihed – Grunlæggende Rettigheder) er et østrigsk politisk parti, som er hovedsageligt aktivt i delstaten Oberösterreich. 
Partiet blev dannet i februar 2021, og er imod restriktioner og nedlukninger som følge af Coronaviruspandemien. Partiet er også skeptisk overfor vaccination imod Covid-19.
MFG overraskede ved at vinde 3 pladser i landdagen i Oberösterreich ved delstatsvalget i september 2021. Partiet har annonceret at de har tænkt sig at still op til fremtidige valg, både lokalvalg, men også til parlamentsvalg.

## Valgresultater

### Delstatsvalg
| Delstat        | Valg | Stemmer | %    | Pladser |
| -------------- | ---- | ------- | ---- | ------- |
| Oberösterreich | 2021 | 50.325  | 6,23 | 3 / 56  |